# 헬로디움과
헬로디움과(Helodiaceae)는 털깃털이끼목에 속하는 이끼과의 하나이다. 깃털이끼과에 포함시켜 분류하기도 한다.

## 하위 속
- Actinothuidium Brotherus, 1908
  - A. hookeri
- Bryochenea Gao Chien & Chang Kung-chu, 1982
  - B. ciliata
  - B. sachalinensis
  - B. vestitissima
- 헬로디움속 (Helodium) Warnstorf, 1905
  - H. blandowii
  - H. paludosum